# 북부방면대
북부방면대(일본어: 北部方面隊 호쿠부호우멘타이[*], 영어: Northern Army (NA))는 육상자위대의 방면대로 홋카이도 전역의 방위 경비나 재해대응 등을 담당한다. 북부방면총감부는 삿포로시에 위치하고 있다.
이 방면대에는 각각 2개 사단과 여단을 기초 병력으로 예하 부대로 배속하고 있고, 28개의 주둔지와 10개 분둔지, 4개의 지방 협력 본부를 두고 있다. 육상자위대에서 유일한 기갑사단인 제7사단은 냉전 당시 소련에 대응하기 위한 전선 최전방 전략부대로서 최신 장비가 먼저 배치되었다.

## 역사
1981년 3월 25일, 제7사단이 기갑사단으로 개편됨에 따라 제1전차단이 해체되었다. 9월 21일, 제1전자대가 창설되었다.
2011년 4월, 제2사단과 제5여단을 개편, 북부방면교육연대를 북부방면혼성단으로 개편하면서 제52보통과연대를 창설하였다.
2013년 3월, 북부방면정보대가 창설되었다.
2014년 3월 26일, 제1전차군이 해체되었다.
2017년 3월 27일, 북부방면시설대를 제3시설단으로 재편성하였다.。

## 편성

북부방면대의 전투서열

- 북부방면총감부
- 제2사단
- 제7사단
- 제5여단
- 제11여단
- 제1특과단
- 제1고사특과단
- 제3시설단
- 제1전자대
- 북부방면혼성단
- 북부방면시스템통신군
- 북부방면항공대
- 북부방면후방지원대
- 북부방면회계대
- 북부방면위생대
- 북부방면음악대
- 북부방면지휘소훈련지원대
- 북부방면정보대
- 북부방면대주정대전차대
- 홋카이도 보급처

## 참고
1. ↑  “第７師団改編と第１戦車群廃止　防衛省が来年度予算の概算要求に盛り込む” (일본어). 苫小牧民報社. 2015년 9월 8일. 2012년 9월 19일에 원본 문서에서 보존된 문서. 2015년 12월 12일에 확인함.
2. ↑  “北恵庭駐屯地で隊旗返還式　陸自第１戦車群の第３０４戦車中隊” (일본어). 苫小牧民報社. 2013년 3월 21일. 2013년 5월 15일에 원본 문서에서 보존된 문서. 2015년 12월 12일에 확인함.
3. ↑  “平成28年度概算要求の概要” (PDF) (일본어). 防衛省. 26(30)쪽. 2019년 8월 12일에 원본 문서 (PDF)에서 보존된 문서. 2018년 7월 10일에 확인함.